# Finalmente venerdì
Finalmente venerdì è stato un programma televisivo italiano, trasmesso da Canale 5 dal 29 settembre 1989 al 1990 per sedici puntate, il venerdì sera alle 20:30.

## Il programma
La scenografia del programma era allestita nel gigantesco studio 1 del Centro Safa Palatino in Roma da 300 posti, con un gran spiegamento di mezzi. Il programma si ricordava infatti come uno dei più costosi della Fininvest (900 milioni a puntata).
Johnny Dorelli ripercorreva gli stilemi classici del varietà, affiancato dalla Parisi ad animare i balletti e la sensuale sigla di testa, Gioele Dix per gli spazi comici, Gloria Guida come cantante e Corrado Pani e Paola Quattrini per scenette e rivisitazioni parodistiche.

## Cast tecnico
- Regia: Davide Rampello
- Scenografia: Tullio Zitkowsky
- Costumi: Luca Sabatelli
- Coreografie: Lucia Parise
- Direzione musicale: Augusto Martelli
- Sigla iniziale: Livido
- Direzione coro: Roberto Calabrini